# Aeroportul Amalfi
Aeroportul Amalfi (IATA: AFI, ICAO: SKAM) este un aeroport din Antioquia, Columbia ce deservește zona Amalfi. Aeroportul a fost tranzitat în 2020 de 10 pasageri.
Situat la o altitudine de 1.690 m, aeroportul dispune de o singură pistă.